# ENCODE
ENCODE (the ENCyclopedia Of DNA Elements) är ett forskningsprojekt som startades av US National Human Genome Research Institute (NHGRI) i september år 2003. Målet är att hitta alla funktionella element i människans genom, inklusive gener såväl som icke-kodande DNA. ENCODE är ett av de mest avgörande projekt som startats av NHGRI efter det framgångsrika HUGO-projektet, då människans DNA kartlades.
ENCODE-projektet publicerade resultat i september 2012 där man konstaterar att omkring 80 % av icke-kodande DNA är biologiskt aktivt, och inte bör beskrivas som skräp-DNA som man tidigare trott. En betydande del (cirka 10 %) av detta aktiva icke-kodande dna är inblandad i genreglering och genuttryck. Genuttrycket för varje gen styrs av multipla reglerande baspar belägna både nära och avlägset från genen. Dessa resultat visar att genregleringen är långt mer komplex än man tidigare trott.
Tidigare resultat från ENCODE-projektet visar att omkring 93 % av människans genom transkriberas, något som man inte väntat sig.